# Isotes albicornis
Isotes albicornis es una especie de insecto coleóptero de la familia Chrysomelidae.
Fue descrita científicamente en 1798 por Johan Christian Fabricius.